# Pinne for landet
„Pinne for landet” – singel norweskiego muzyka Freddy’ego Kalasa.

## Notowania na listach przebojów
| Kraj     | Lista (2015/2016) | Najwyższa pozycja |
| -------- | ----------------- | ----------------- |
| Norwegia | Top 40 Singles    | 1                 |
| Szwecja  | Top 100 Singles   | 78                |

## Teledysk
Teledysk do utworu został opublikowany 26 grudnia 2014 roku.